# 太陰暦
太陰暦（たいいんれき、英: lunar calendar、阿: تقويم قمري）は、月の満ち欠けの周期を基にした暦（暦法）である。その周期を朔望月（さくぼうげつ）といい、1朔望月を1月とする。なお、「太陰」は「月（天体）」の意味である。陰暦（いんれき）とも言われる。「太陽暦」（陽暦）の対義語である。
閏月（うるうづき）などを入れて季節のずれを調整する太陰太陽暦と、季節のずれを調整しない純粋太陰暦がある。単に「太陰暦」と言った場合、日本や中国などの東アジアでは通常は太陰太陽暦を指し、イスラム圏などでは純粋太陰暦を指す。
本稿では、特に断らない限り純粋太陰暦について述べるが、純粋太陰暦を採用している暦はほぼヒジュラ暦（イスラム暦やヒジュラ太陰暦とも）に限定されることに留意されたい。

## 太陰太陽暦との関係
月は地球に対して公転し、その周期はほぼ一定である。その周期平均は平均朔望月といい、2015年時点では、29.530589日である。太陰暦では、1朔望月を1月（ひとつき）とし、さらに12月を1年（1太陰年）とする。1太陰年は、29.530589日×12 = 354.36707日である。1月（ひとつき）が29日の月（小の月）と、30日の月（大の月）をそれぞれ6回ずつ設け、1太陰年を354日とすると、1年につき0.36707日の誤差が出るので、3年に1回程度、大の月の日数を1日増やして1太陰年を355日とする必要がある。太陰暦では、この1太陰年が355日となる年が閏年であり、ヒジュラ暦では30年間に11回、閏年を設けている（0.36707日×30=11.0121日）。
一方、1太陰年は1太陽年(365.242189日)に比べて約11日短く、季節に対して3年で1月以上の誤差が出る。純粋太陰暦では、この誤差に対する調整は行われず、同じ日付でも年ごとに季節は次第に変わっていき、おおよそ33年で元の季節に戻ることになる。後述するように太陰太陽暦では閏月を設けてこれを調整し、閏月を設けた年が閏年と呼ばれる。
歴史的に使われてきた純粋太陰暦は、ほぼヒジュラ暦に限定される。そのヒジュラ暦もイスラム以前の太陰太陽暦から派生したものであり、一部の月名が季節に由来していること（ラビー・ウル・アッワル月＝第1の春の月、など）にその名残りを留めている。

## 太陰暦と季節
1太陰年（太陰暦の1年）は、354.36707日であり、これは、地球の公転周期（回帰年）である365.24219日より約11日短い。一方、季節の周期は、地球の公転周期と関連する。したがって、太陰暦では、特定の月日の季節は、年により変動し、約8年で四季1つぶん（約88日）早くなり、約33年で季節を一周する。一例を挙げれば、北半球を基準とすると、ヒジュラ暦1428年のラマダーン（9月）は西暦2008年9月ごろで初秋だが、ヒジュラ暦1410年のそれは西暦1990年4月ごろで中春であった。
このように、十数年以上の時間スケールで見た場合、月日と季節はまったく無関係である。しかし短い時間スケールなら、たとえば去年と今年のラマダーンの季節はほぼ等しい。これは、太陽暦において長い時間スケールでは日と月相は無関係だが、先月と今月の同じ日の月相ならほぼ等しいことと対応している。逆に、太陰暦では同じ日なら月相はほぼ同じである。太陽暦では、同じ月日なら季節はほぼ同じである。
太陰暦の特定の月日の季節が年ごとにずれる欠点を補うため、閏月を設け季節のずれを調節したものが、太陰太陽暦である（一方、閏月を設けない太陰暦のことを純太陰暦・純粋太陰暦とよぶ場合もある）。太陰太陽暦は、月相の一致と季節の一致を両立させている（ただし季節が一致する精度は高くない）。東アジアで単に太陰暦・陰暦といった場合、かつての太陰太陽暦である中国暦や和暦などを意味することが多い。これらが廃止された中国や日本では、旧暦とほぼ同義である。
太陰暦は朔望月で1か月を定めているが、12か月で1年としているのは1回帰年（1太陽年）も起源に影響している。逆に、太陽暦は太陽年で1年を定めているが、それを約30日ずつの暦月で12か月に分けているのは朔望月も起源に影響している。

## 太陰暦に基づく暦法
- ヒジュラ暦（イスラム暦、ヒジュラ太陰暦） - イスラム世界における暦。かつては公式の暦として用いられてきたが、現在は宗教行事以外では太陽暦を使うことが多い。

## 太陰暦の利用
- 沿岸漁業では潮の満ち引きにより作業時間が大きく左右される。現在は潮汐表が書き込まれた太陽暦のカレンダーも存在するが、太陰暦を使った干潮・満潮時刻の算出や大潮（毎月1日と16日ごろ）、小潮（毎月8日ごろと23日ごろ）の判断は漁師として基本的な素養の1つである。